# The Ashes 1882-83
Il The Ashes 1882-83 è stata la 1ª edizione del prestigioso The Ashes di cricket. La serie di 3 partite si è disputata in Australia tra il 30 gennaio 1883 e il 21 febbraio 1882.
La vittoria è andata alla selezione inglese, che ha vinto per 2-1.

## Contesto
La squadra inglese di cricket fece un tour in Australia e a Ceylon nel 1882-83, guidata da Ivo Bligh. L'obiettivo dichiarato del tour era "recuperare quelle ceneri", in riferimento al necrologio umoristico pubblicato dopo la sconfitta dell'Inghilterra contro l'Australia all'Oval nella stagione precedente, che dichiarava simbolicamente "morta" la supremazia del cricket inglese.
La tournée prevedeva tre partite ufficiali tra l'XI di Bligh e una rappresentativa combinata australiana. Dopo aver perso il primo incontro, l'Inghilterra vinse le successive due partite, aggiudicandosi la serie. Sebbene i dettagli rimangano incerti, è ampiamente accettato che, dopo la vittoria nella terza partita, a Bligh fu donata una piccola urna contenente le presunte "ceneri" di una cauzione bruciata, un simbolo della rivendicazione inglese. Questa urna fu riportata in Inghilterra e oggi è conservata al Lord's Cricket Ground, dove è divenuta il trofeo simbolico della serie Ashes, disputata tra Inghilterra e Australia.
Oltre alle tre partite originali, fu organizzata una quarta partita non prevista, vinta dall'Australia. Nel 1894, Clarence P. Moody incluse retroattivamente tutte e quattro le partite nella lista ufficiale dei Test match, conferendo loro uno status formale nella storia del cricket internazionale.

## The Ashes

### Test 1
| 30 dicembre - 2 gennaio Referto |

| Australia         | v | Inghilterra            |
| 291 (169 overs)   |   | 177 (107.2 overs)      |
| 58/1 (53.1 overs) |   | 169 (f/o) (99.1 overs) |

- Australia vince il sorteggio e decide di battere

### Test 2
| 19-22 gennaio Referto |

| Inghilterra       | v | Australia            |
| 294 (183.3 overs) |   | 114 (98.2 overs)     |
|                   |   | 153 (f/o) (69 overs) |

- Inghilterra vince il sorteggio e decide di battere

### Test 3
| 26-30 gennaio Referto |

| Inghilterra      | v | Australia         |
| 247 (143 overs)  |   | 218 (179.1 overs) |
| 123 (80.1 overs) |   | 83 (69.2 overs)   |

- Australia vince il sorteggio e decide di battere

## Serie Test

### Test 4
| 17-21 febbraio Referto |

| Inghilterra       | v | Australia           |
| 263 (155 overs)   |   | 262 (146 overs)     |
| 197 (126.3 overs) |   | 199/6 (163.1 overs) |

- Australia vince il sorteggio e decide di battere